# Fury & Flames
Fury & Flames är det amerikanska death metal-bandet Hate Eternals fjärde studioalbum, släppt februari 2008 av skivbolaget Metal Blade Records.

## Låtförteckning
1. "Hell Envenom" – 4:09
2. "Whom Gods May Destroy" – 3:42
3. "Para Bellum" – 4:30
4. "Bringer of Storms" – 5:18
5. "The Funerary March" – 4:15
6. "Thus Salvation" – 3:58
7. "Proclamation of the Damned" – 4:14
8. "Fury Within" – 3:34
9. "Tombeau (Le Tombeau de la Fureur et Des Flames)" – 4:42
10. "Coronach" – 1:40

- Text och musik: Erik Rutan (spår 2, 4–10), Erik Rutan/Shaune Kelley (spår 1, 3)

## Medverkande
Musiker (Hate Eternal-medlemmar)
- Erik Rutan – sång, gitarr
- Jade Simonetto – trummor
- Shaune Kelley – gitarr

Bidragande musiker
- Alex Webster – basgitarr
- Katy Decker – sång (spår 10)

Produktion
- Erik Rutan – producent, ljudtekniker, ljudmix
- Shawn Ohtani – ljudtekniker
- Brian Elliott – ljudtekniker
- Alan Douches – mastering
- Paul Romano – omslagsdesign, omslagskonst